# Marc Seidenberg
Marc Seidenberg (* 1969) ist ein deutscher Hörspiel- und Synchronsprecher.

## Karriere
Bekannt wurde er Anfang der 1980er im Kindesalter als Sprecher der Titelfigur Aki in der Maritim-Jugendkrimihörspielhreihe Detektiv Kolumbus & Sohn und in der Rolle des Ben in der Enid-Blyton-Hörspielreihe Die verwegenen Vier von Europa. Bis in die 2000er Jahre folgten zahlreiche weitere kleine Rollen in Jugendhörspielen, darunter auch TKKG. 
1988 folgte nochmals eine feste Hörspielserienhauptrolle als Christian in der Reihe Die Clique vom Reitstall.
Später fungierte Seidenberg dann mehr als Synchronsprecher im Hamburger Raum bei diversen Filmen und Serien. So sprach er in den 90er Jahren den Schulrowdy Roger Klotz in der Nickelodeon-Serie Doug. In der erfolgreichen US-amerikanischen Sitcom King of Queens synchronisierte er bis 2007 Larry Romano in allen Folgen der Serie. In der australischen Serie McLeods Töchter sprach er Luke Jacobz als Patrick „Pat“ Brewer.
In der Zeichentrickserie Yakari leiht er dem Pferd der Titelfigur, Kleiner Donner, seine Stimme.
Zwischenzeitlich hatte sich Seidenberg auf Schreiben und Produzieren für das Fernsehen verlegt. Inzwischen ist er wieder öfter in Synchronrollen zu hören.
Marc Seidenberg ist mit der ebenfalls als Sprecherin aktiven Simone Seidenberg verwandt.